# Lixophaga caledonia
Lixophaga caledonia là một loài ruồi trong họ Tachinidae.